# 지바 신야
지바 신야(일본어: 千葉 真也, 1983년 5월 3일 ~ )는 일본의 전 축구 선수이다.

## 구단 경력
과거 알비렉스 니가타에서 활동하였다.